# NGC 1626
NGC 1626 је елиптична галаксија у сазвежђу Еридан која се налази на NGC листи објеката дубоког неба.
Деклинација објекта је - 4° 59' 12" а ректасцензија 4h 36m 25,0s. Привидна величина (магнитуда) објекта NGC 1626 износи 13,6 а фотографска магнитуда 14,6. NGC 1626 је још познат и под ознакама NGC 1621, MCG -1-12-35, NPM1G -05.0207, PGC 15626.